# Garcinia linearis
Garcinia linearis är en tvåhjärtbladig växtart som beskrevs av Jean Baptiste Louis Pierre. Garcinia linearis ingår i släktet Garcinia och familjen Clusiaceae. Inga underarter finns listade i Catalogue of Life.